# Hanna Bińkowska

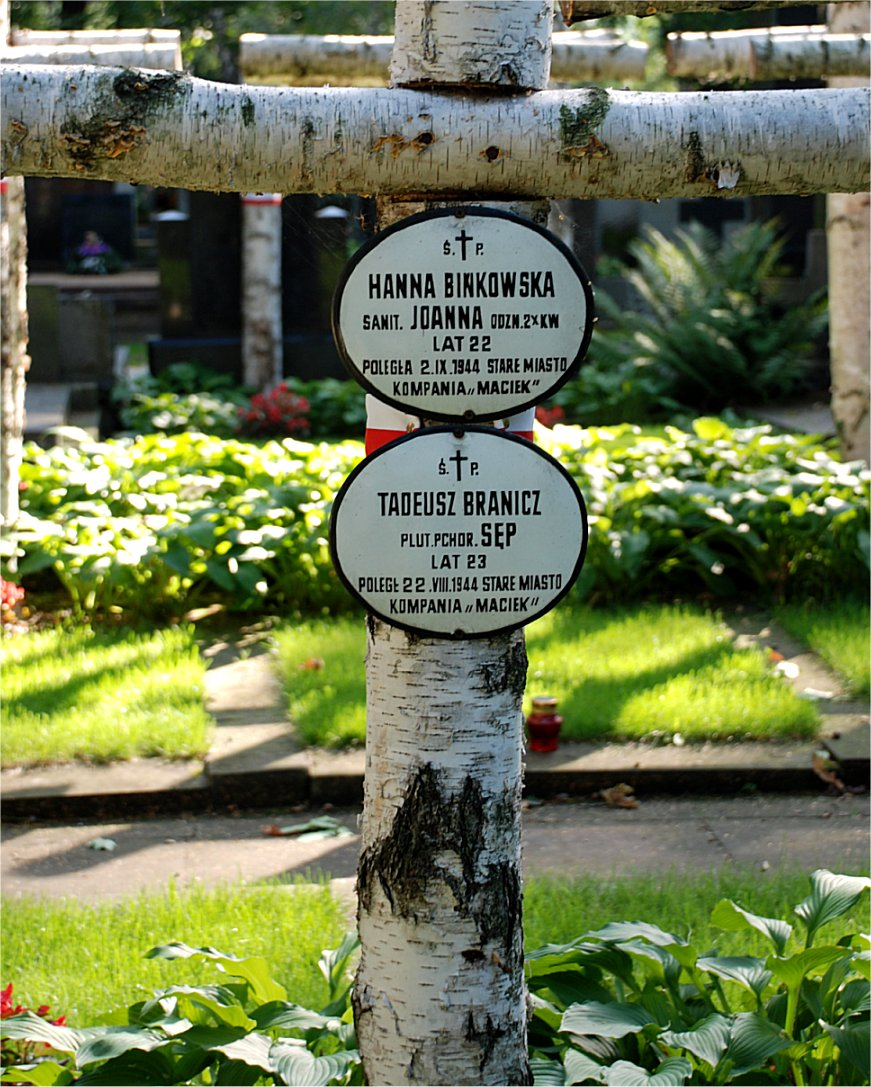
Nad mogiłą na Wojskowych Powązkach

Hanna Teresa Bińkowska ps. „Joanna”, „Łucja” (ur. 1922 w Poznaniu, zm. 2 września 1944 w Warszawie) – sanitariuszka w I plutonie „Włodek” 1. kompanii „Maciek” batalionu „Zośka” Zgrupowania „Radosław”, uczestniczka powstania warszawskiego.

## Życiorys
Uczyła się w Gimnazjum i Liceum im. Juliusza Słowackiego, następnie studiowała medycynę na tajnym Uniwersytecie Poznańskim w Warszawie. Podczas okupacji hitlerowskiej działała w konspiracji – była m.in. drużynową 3 WDH, drużynową w batalionie „Zośka”, a także w latach 1943–1944 działała w Biurze Informacji i Propagandy KG AK. Miała młodszą siostrę, wcześnie straciła matkę.
W powstaniu warszawskim służyła jako sanitariuszka na Woli i Starówce. Ciężko ranna na Starym Mieście podczas próby przebicia do Śródmieścia. Zginęła 2 września 1944 w zbombardowanym przez lotnictwo niemieckie szpitalu polowym przy ul. Miodowej 23. Miała 22 lata. Pochowana wraz z Tadeuszem Braniczem w kwaterach żołnierzy i sanitariuszek batalionu „Zośka” na Wojskowych Powązkach w Warszawie (kwatera 20A-3-19).
Została dwukrotnie odznaczona Krzyżem Walecznych.